# Bernard Donoughue, Baron Donoughue

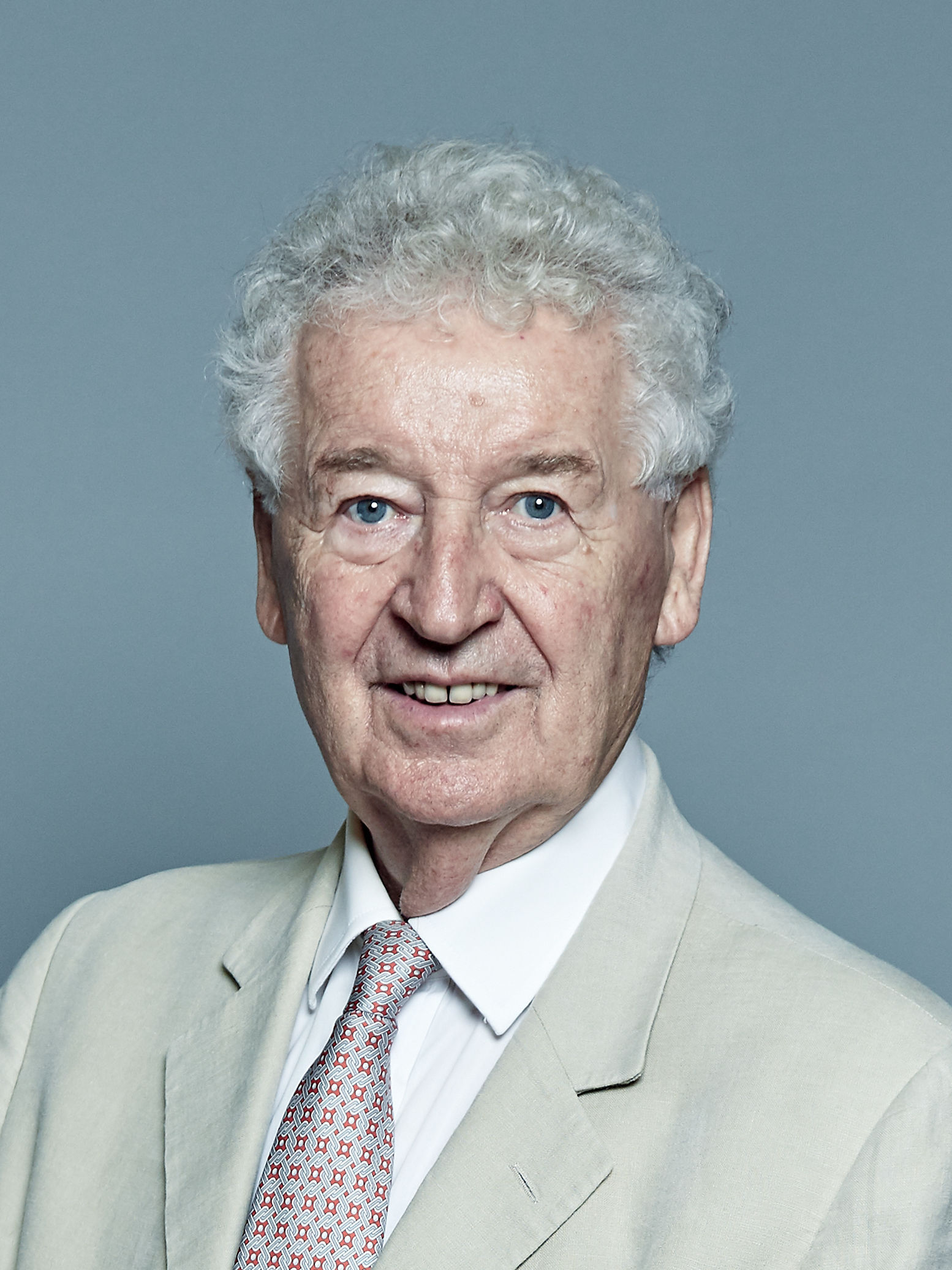
Bernard Donoughue, Baron Donoughue

Bernard Donoughue, Baron Donoughue (* 8. September 1934 in Ashton, Northamptonshire, England) ist ein britischer Politiker, Geschäftsmann und Autor.

## Leben
Donoughue wuchs in Northampton auf. Er studierte Geschichte am Lincoln College in Oxford und machte dort den Bachelorabschluss. Anschließend machte er am Nuffield College einen Doktor in Philosophie. Er arbeitete in den Jahren 1959 und 1960 in der Redaktion des Wirtschaftsmagazins The Economist. Nachdem er beim Political and Economic Planning Institute und als Dozent an der London School of Economics gearbeitet hatte, wurde er 1974 Berater des Premierministers. Er wechselte 1979 als Entwicklungsdirektor zu der Beratungsfirma Economist Intelligence Unit. Von 1981 bis 1982 war er Redakteur bei The Times. Am 21. Mai 1985 wurde er als Baron Donoughue, of Ashton in the County of Northamptonshire, zum Life Peer erhoben und ist dadurch seither Mitglied des House of Lords.
Lord Donoughue war mit Carol Ruth Goodman von 1959 bis zu ihrer Scheidung 1989 verheiratet. Sie haben zwei Söhne und zwei Töchter.
Er ist Mitglied im Aufsichtsrat der Global Warming Policy Foundation und spricht sich gegen seiner Ansicht nach übertriebene Panikreaktionen gegenüber der globalen Erwärmung aus.

## Werke
- Trade Unions in a Changing Society, (1963)
- British Politics and the American Revolution, (1964)
- Herbert Morrison, (1973)
- Prime Minister, (1987)
- The Heat of the Kitchen, (2003)
- Downing Street Diaries, (2005)